# 송인수
송인수(宋麟壽, 1499년 12월 18일(음력 11월 16일)~1547년 10월 3일(음력 9월 20일))는 조선의 문신이다. 자는 미수(眉叟), 호는 규암(圭菴)이며 본관은 은진(恩津)이다. 송기수의 사촌 형이며, 송응개의 당숙이고, 성제원의 처남이고, 송시열의 종증조부이다.

## 생애
1522년(중종 17년)에 문과에 급제하여 1526년 수찬이 되었다. 1528년 사간원 정언, 이듬해 사헌부지평, 1531년 홍문관교리를 거쳐 김안로의 등용을 반대하고 탄핵하여 그의 미움을 사 사천으로 유배되었다. 이후 4년만에 복귀하여 예조참의에 임명되었다. 이듬해에는 병조참판에 올랐으며 1541년에는 전라도관찰사가 되었다. 인종 즉위 후 사헌부대사헌이 되었으나 1547년 이기, 윤원형의 모함을 받아 양재역 벽서 사건에 연루되어 사사되었다. 선조 대에 이르러 신원을 회복시키고 적몰된 가산을 돌려주었다.

## 가족 관계
- 할아버지 : 송여해(宋汝諧)
  - 아버지 : 송세량(宋世良)
  - 어머니 : 유승양(柳承陽)의 딸
    - 형님 : 송구수(宋龜壽)
    - 부인 : 안동권씨 - 권덕여(權德輿)의 누이
      - 장남 : 송응경(宋應慶)
      - 자부 : 이진(李震)의 딸
        - 손자 : 송승조(宋承祚) - 조카 송응기(宋應期)의 차남

      - 장녀 : 권이(權頤)의 처
      - 차녀: 신승서(申承緖)의 처
        - 외손자: 신흠

## 전기 자료
- 송기수, 《추파집》 권2, 규암 송 공 묘갈명; 규암 송 공 묘지
- 송시열, 《송자대전》 권202, 규암 송 선생 시장